# Telmatoscopus pruinosus
Telmatoscopus pruinosus är en tvåvingeart som beskrevs av Duckhouse 1966. Telmatoscopus pruinosus ingår i släktet Telmatoscopus och familjen fjärilsmyggor. Inga underarter finns listade i Catalogue of Life.